# 今井ようじ
今井 ようじ（本名：今井洋之　いまい ようじ、1972年10月11日 - )は、京都府京都市出身の日本の落語作家・講談作家・コピーライター。

## 略歴
関西放送作家会の大御所 疋田哲夫の弟子にあたる。大阪の広告代理店勤務から、独立して広告代理店を開業。その後、疋田哲夫の弟子になり、２００２年より構成作家としての活動を開始。米朝事務所の若手落語家のイベントにスタッフとして参加したことをきっかけに落語を書くようになり、これまでに１００本以上の新作落語・新作講談を書いている。
落語家・講談師のユニット「セブンエイト」が開催するイベント「７時だヨ！ 8人集合」や桂雀太のネットラジオ「ネットでじゃくったれ！」、俳優 白井光浩のYoutubeチャンネル「テルチャンネル」などのスタッフを務めている。
2022年公開の映画「ビーバップのおっさん」で映画の脚本家としてデビューした。
人気漫画「カイジシリーズ」の主人公カイジが主役の落語「落語笑天録カイジ 出会いの船　エスポワール編」の脚本を担当、2025年1月にYoutubeにて公開された。
落語台本の制作のほか、落語で培ったストーリー作りのノウハウを活かして、ストーリーを使った広報やブランディングなどの仕事も行っている。また、補助金申請用の事業計画書やクラウドファンディングの原稿などの作成も手掛けている。
2024年以降は「落語のストーリー作り」や「大喜利の手法」などをビジネスに活かす講座の講師も行っており、心斎橋大学の落語作家養成講座や広報のがっこうの講師などで講師を務めているほか、各地の商工会議所でのセミナーや企業研修などを行っている。

## 受賞歴

### 上方落語台本募集（主催：上方落語協会主催）
- 第3回　佳作　　作品名「５００年に一度」
- 第4回優秀賞[2][3]　作品名「容疑者 田中」
- 岩井コスモ証券presents　上方落語台本大賞　第4回　佳作　作品名「上方から来た転校生」
- 岩井コスモ証券presents　上方落語台本大賞　第6回  佳作　作品名「夫は前妻　嫁は元旦那」
- 岩井コスモ証券presents　上方落語台本大賞　第7回　佳作　作品名「新幽社員研修」

上方落語台本募集では5回入選したため「殿堂入り」となっている。

### 落語協会新作落語台本募集（主催：落語協会）
- 2013年　佳作　作品名「江戸会話教室」
- 2016年　佳作　作品名「ビューティフルネーム」
- 2019年　最優秀賞　作品名「夢の国 コブシーランド」
- 2021年　優秀賞　作品名「店長の“お”」
- 2022年　佳作　作品名「ようこそ！感じ悪い村」
- 2023年　佳作　作品名「社内 de 県民ショー」

## 映画脚本作品
ビーバップのおっさん（2022年）